# Liste von Söhnen und Töchtern der Stadt Austin (Texas)
Dies ist eine Liste bekannter Persönlichkeiten, die in der US-amerikanischen Stadt Austin (Texas) geboren wurden. Die Liste erhebt keinen Anspruch auf Vollständigkeit.

## 19. Jahrhundert
- Percy Haswell (1871–1945), Schauspielerin[1]
- David F. Sellers (1874–1949), Admiral der United States Navy
- Joe King (1883–1951), Schauspieler
- George F. Moore (1887–1949), Generalmajor der United States Army
- John Sidney Karling (1898–1994), Mykologe[2]

## 20. Jahrhundert

### 1901–1940

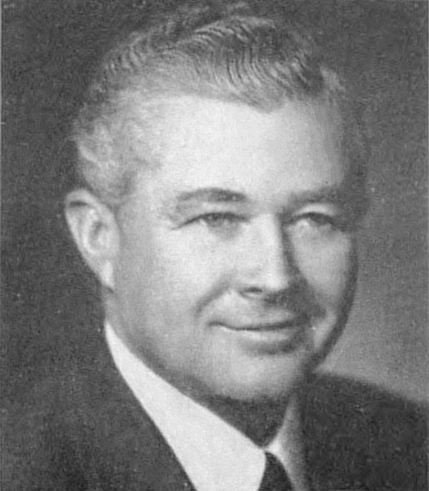
Homer Thornberry
(1909–1995)

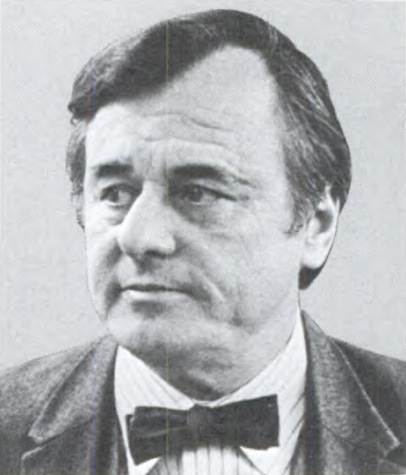
Robert C. Eckhardt
(1913–2001)

- Harvey Penick (1904–1995), Golftrainer
- Johnny Moore (1906–1969), R&B-Gitarrist und Bandleader
- Cyrus Longworth Lundell (1907–1994), Botaniker[3]
- Vladimir Orlando Key (1908–1963), Politikwissenschaftler und Hochschullehrer
- Gertrude Abercrombie (1909–1977), Künstlerin des Surrealismus
- Homer Thornberry (1909–1995), Jurist und Politiker
- Teddy Wilson (1912–1986), Jazz-Pianist
- Robert C. Eckhardt (1913–2001), Politiker
- Bruce Palmer (1913–2000), General
- Gene Ramey (1913–1984), Jazz-Bassist
- Elaine Anderson (1914–2003), Schauspielerin[4]
- Zachary Scott (1914–1965), Schauspieler
- Benjamin Mather Woodbridge, Jr. (1915–2007), Romanist und Lusitanist
- Oscar Moore (1916–1981), Jazz-Gitarrist
- Cactus Pryor (1923–2011), Rundfunkmoderator und Komiker
- Gil Askey (1925–2014), Jazz-Trompeter, Songwriter, Filmkomponist und Musikproduzent
- Jim Douglas Jr. (1927–2016), Mathematiker, Ingenieur und Hochschullehrer
- Ernest L. Lundelius, Jr. (* 1927), Wirbeltier-Paläontologe
- Dick Lane (1928–2002), Footballspieler
- Damita Jo (1930–1998), Sängerin
- Dean Ing (1931–2020), Science-Fiction- und Thriller-Autor
- Dabney Coleman (1932–2024), Schauspieler
- Ted L. Strickland (1932–2012), Politiker
- Martin Banks (1936–2004), Jazzmusiker
- Bob Schieffer (* 1937), Journalist
- Jay Arnette (* 1938), Basketballspieler[5]
- Tom Beauchamp (1939–2025), Moralphilosoph
- W. C. Clark (1939–2024), Bluesgitarrist, -sänger und -songwriter

### 1941–1950
- Dick DeGuerin (* 1941), Strafverteidiger

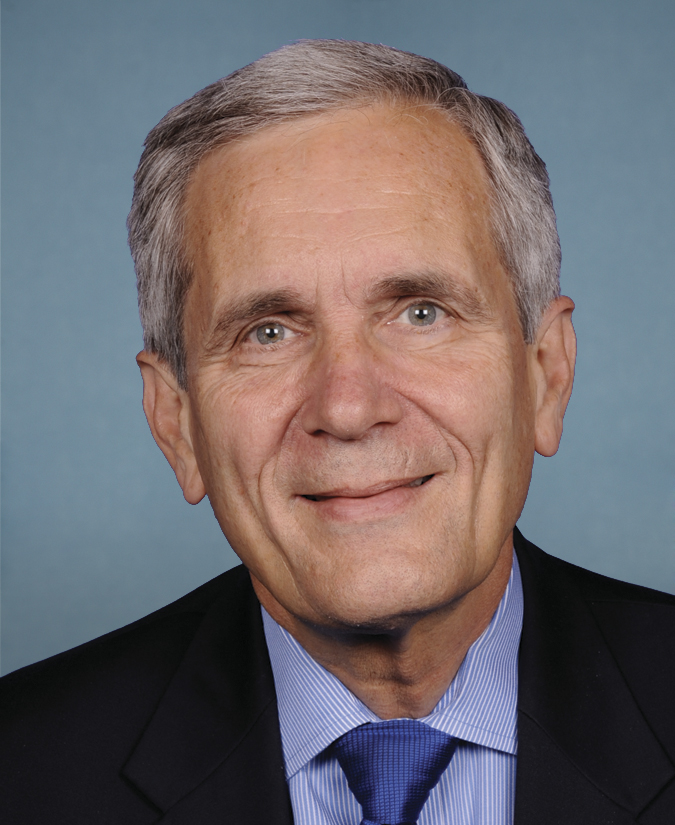
Lloyd Doggett
(* 1946)

- Larry Laudan (1941–2022), Wissenschaftstheoretiker
- Bob Ojeda (1941–2020), Jazztrompeter
- Tobe Hooper (1943–2017), Regisseur, Produzent und Drehbuchautor
- Michael Ochs (1943–2025), Fotograf, Journalist und Moderator
- Lella Cuberli (* 1945), Sopranistin
- Dusty Rhodes (1945–2015), Wrestler
- Al Staehely (* 1945), Sänger und Songwriter
- Lloyd Doggett (* 1946), Jurist und Politiker
- Paul Partain (1946–2005), Schauspieler
- Melinda Schwegmann (* 1946), Politikerin
- Joe Celko (* 1947), Datenbank-Experte und Mitgestalter von SQL
- John Varley (* 1947), Science-Fiction-Autor
- Buford Blount (* 1948), Generalmajor der United States Army
- Calvin Russell (1948–2011), Vertreter des Roots Rock
- Kenneth Cockrell (* 1950), Astronaut
- Steven M. Girvin (* 1950), Physiker

### 1951–1970
- Ben Crenshaw (* 1952), Profigolfer

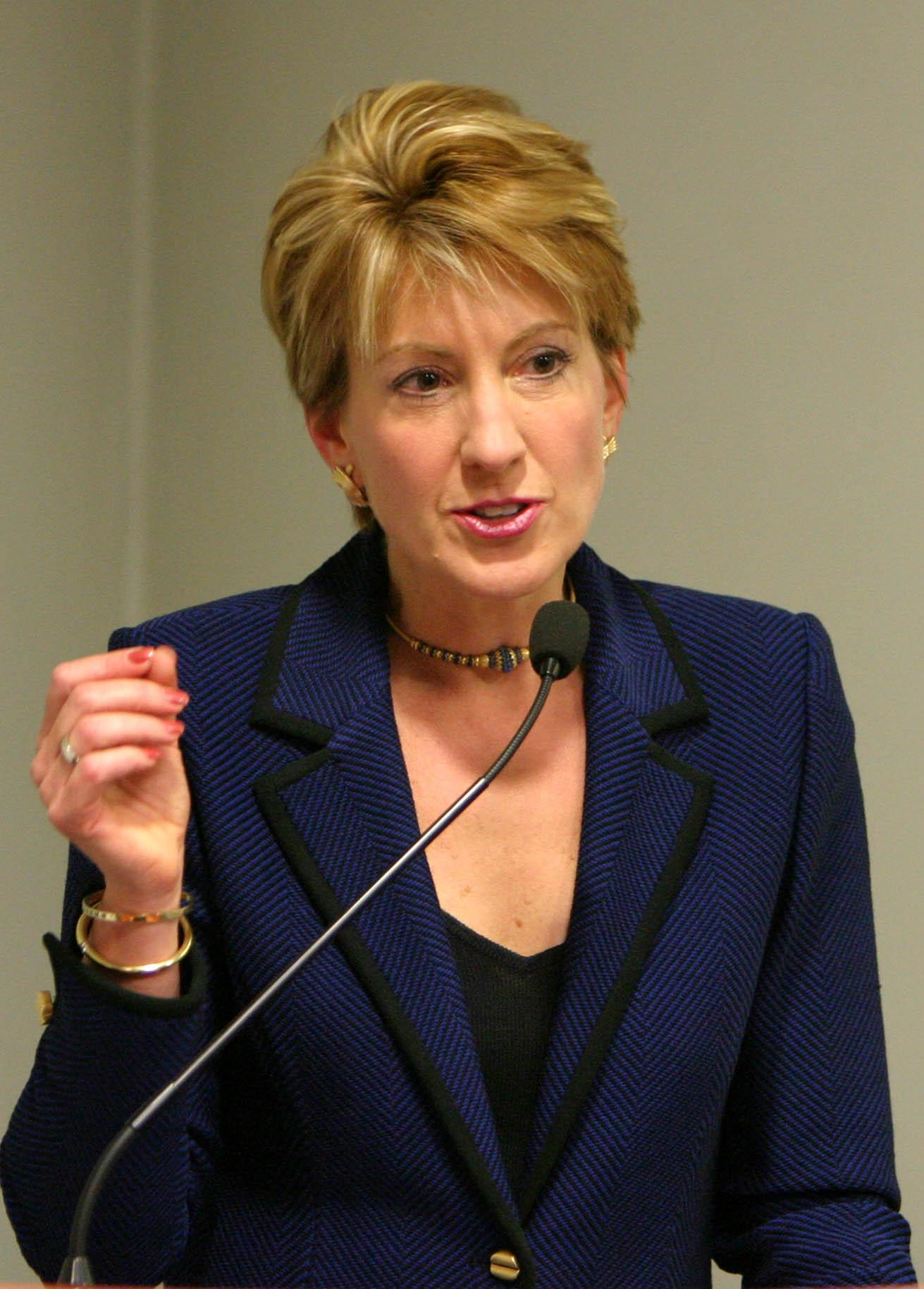
Carly Fiorina
(* 1954)

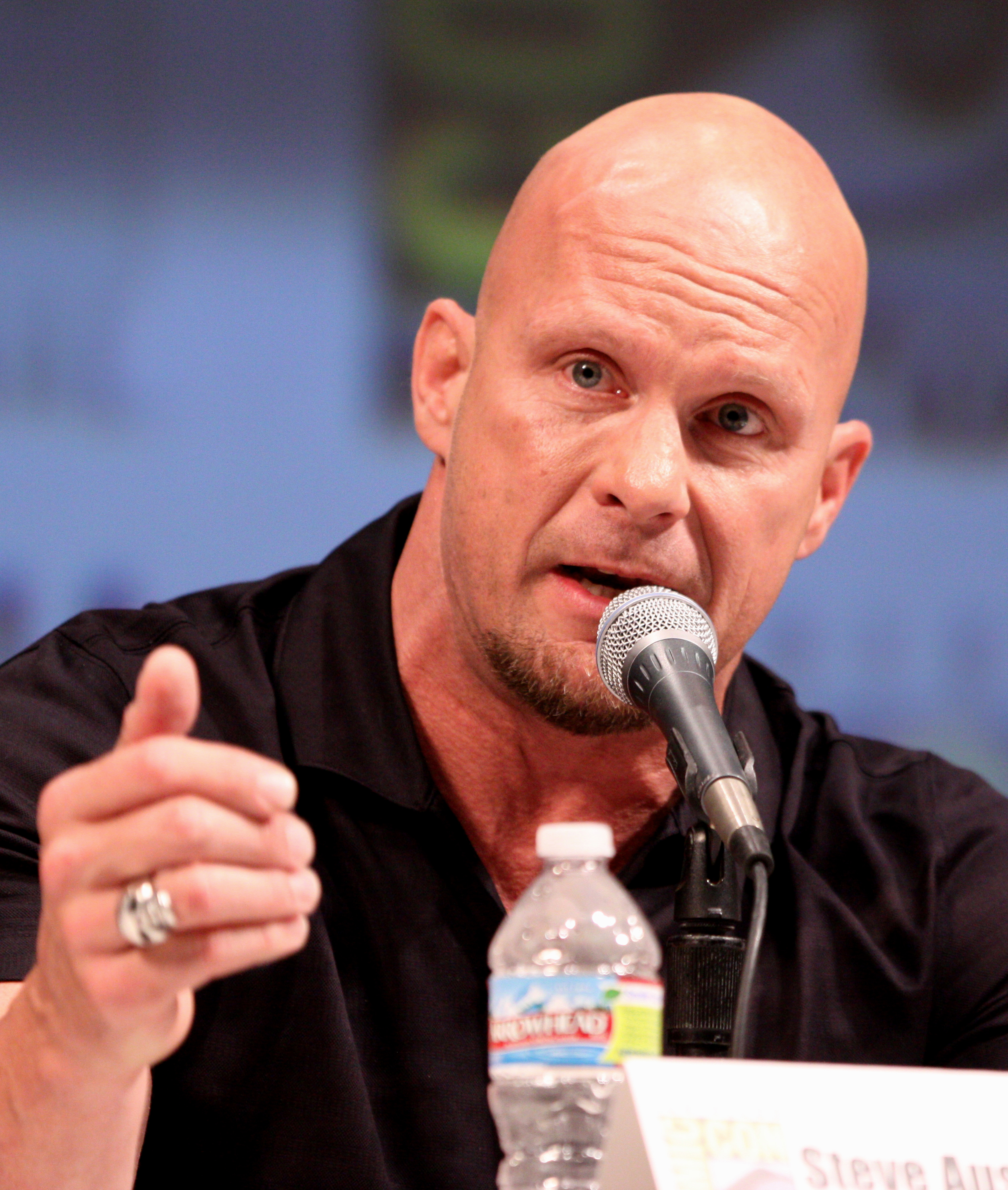
Steve Austin
(* 1964)

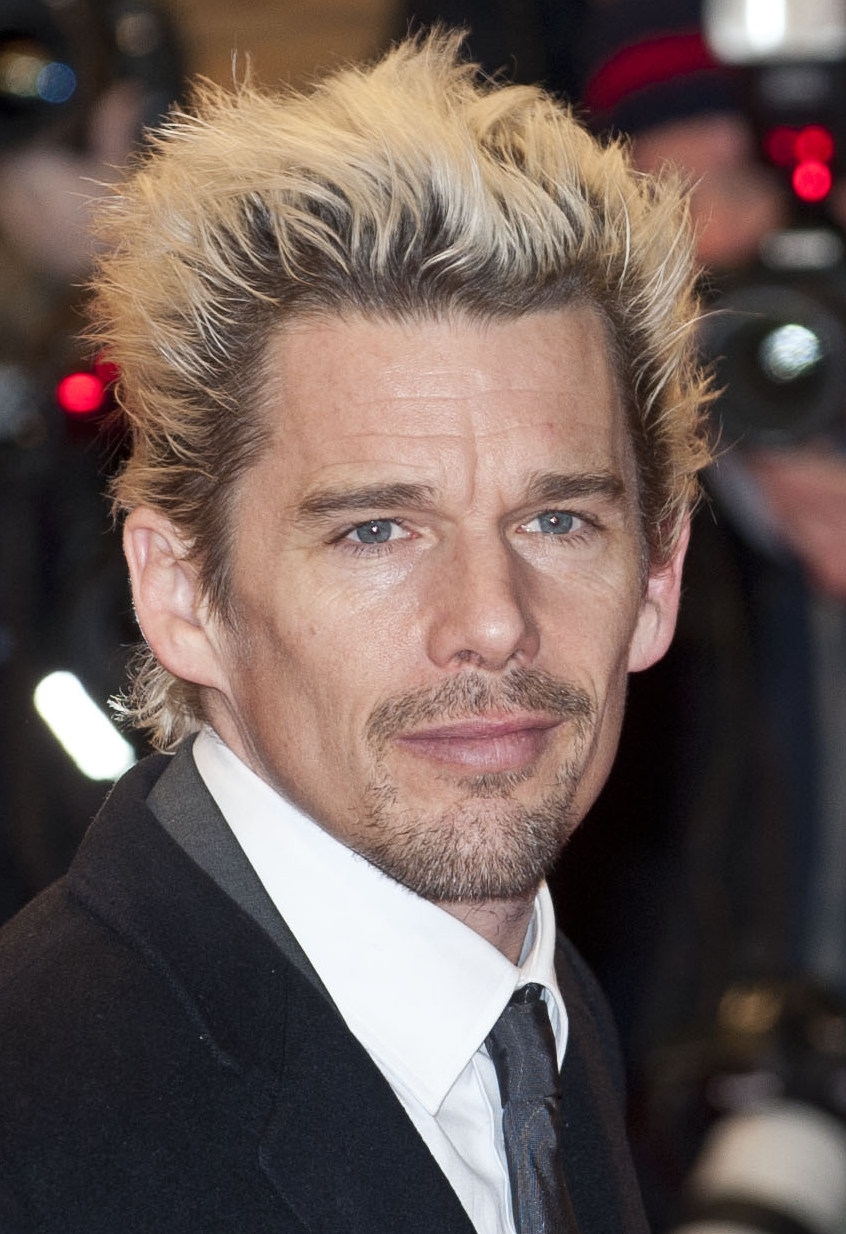
Ethan Hawke
(* 1970)

- Thomas Carter (* 1953), Regisseur und Schauspieler
- Jay O. Sanders (* 1953), Schauspieler
- David Barton (* 1954), Prediger, Autor und politischer Aktivist
- Carly Fiorina (* 1954), 1999 bis 2005 CEO von Hewlett-Packard
- Rich Harney (1954–2020), Jazzmusiker
- Eric Johnson (* 1954), Bluesgitarrist und Grammy-Gewinner
- Hilmer Kenty (* 1955), Boxer
- Carl Shapiro (* 1955), Ökonom
- Johnny Hardwick (* 1958), Schauspieler[6]
- Matt McCoy (* 1958), Schauspieler
- Randy Snow (1959–2009), Rollstuhlsportler[7]
- Russell Bentley (1960–2024), Veteran und Youtuber
- Carmen Bradford (* 1960), Jazzsängerin und Hochschullehrerin
- Steve Kloves (* 1960), Drehbuchautor und Filmregisseur
- Rocky Schenck (* 1960), Regisseur[8]
- Tom Ford (* 1961), Modedesigner und Filmregisseur
- Karen Wynn (* 1962), kanadisch-US-amerikanische Künstlerin, Psychologin und Hochschullehrerin
- Dawn Dunlap (* 1963), Fotomodell und Schauspielerin
- Timothy Kopra (* 1963), Astronaut
- Gerry Wright (* 1963), Basketballspieler
- Steve Austin (* 1964), Wrestler und Schauspieler
- Susann Stoss (* 1964), deutsches Fotomodell sowie Schönheitskönigin (Miss Germany und Queen of the World)
- Michelle Forbes (* 1965), Schauspielerin
- Marc Gilpin (1966–2023), Schauspieler
- Bart Bowen (* 1967), Radrennfahrer
- Victoria Kaspi (* 1967), Astrophysikerin[9]
- Wendy Kopp (* 1967), CEO von Teach For All
- Creme Puff (1967–2005), Hauskatze; älteste bekannte Katze
- Doyle Bramhall II (* 1968), Gitarrist, Songwriter und Produzent
- Scott McClellan (* 1968), ehemaliger Pressesprecher von George W. Bush
- Karol Damon (* 1969), Hochspringerin[10]
- Virgil Runnels III (* 1969), Wrestler (Goldust)
- Margaret Easley (* 1970), Schauspielerin[11]
- Derek Haas (* 1970), Buch- und Drehbuchautor
- Ethan Hawke (* 1970), Schauspieler und Schriftsteller

### 1971–1980
- Ricardo Chavira (* 1971), Schauspieler
- Harry Knowles (* 1971), Filmkritiker

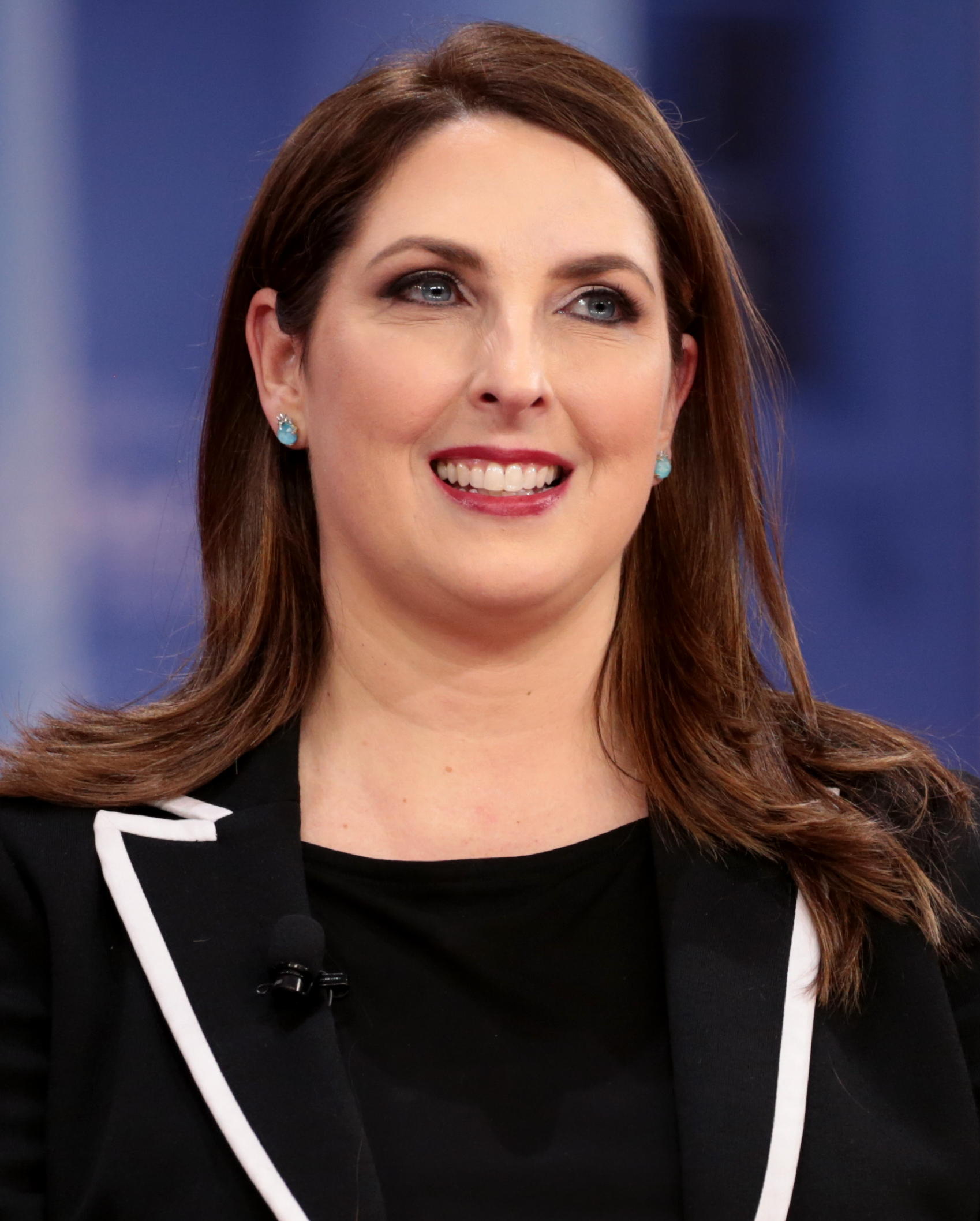
Ronna Romney McDaniel
(* 1973)

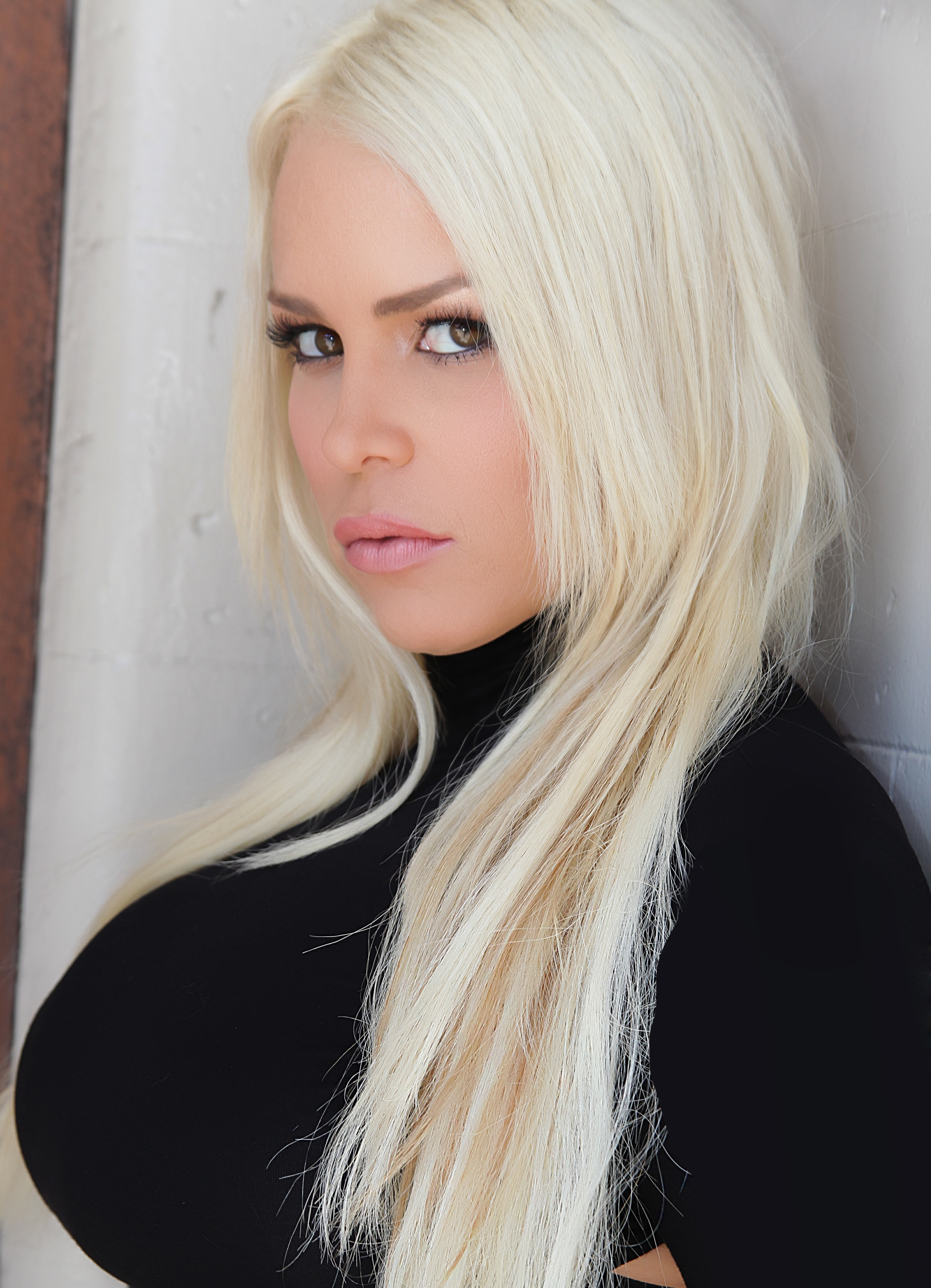
Bobbi Billard
(* 1975)

- Rick Trevino (* 1971), Country-Sänger mexikanischer Abstammung
- Christian Waldvogel (* 1971), Schweizer Künstler und Architekt
- Ann Wolfe (* 1971), Boxerin
- Sarah Oppenheimer (* 1972), Künstlerin
- Jesse Tobias (* 1972), Rockgitarrist
- Angela Bettis (* 1973), Schauspielerin
- Ronna Romney McDaniel (* 1973), Politikerin
- Julie Powell (1973–2022), Autorin
- Nelly (* 1974), Rapper
- Joshua Oppenheimer (* 1974), Filmregisseur
- Bobbi Billard (* 1975), Schauspielerin, Wrestlerin und Model[12]
- Rhoshii Wells (1976–2008), Boxer
- Wiley Wiggins (* 1976), Schauspieler
- Benjamin McKenzie (* 1978), Schauspieler
- Drew Brees (* 1979), American-Football-Spieler
- Joe Hursley (* 1979), Schauspieler und Sänger
- Mehcad Brooks (* 1980), Schauspieler
- Bryan Clay (* 1980), Zehnkämpfer
- Paul London (* 1980), Wrestler

### 1981–1990

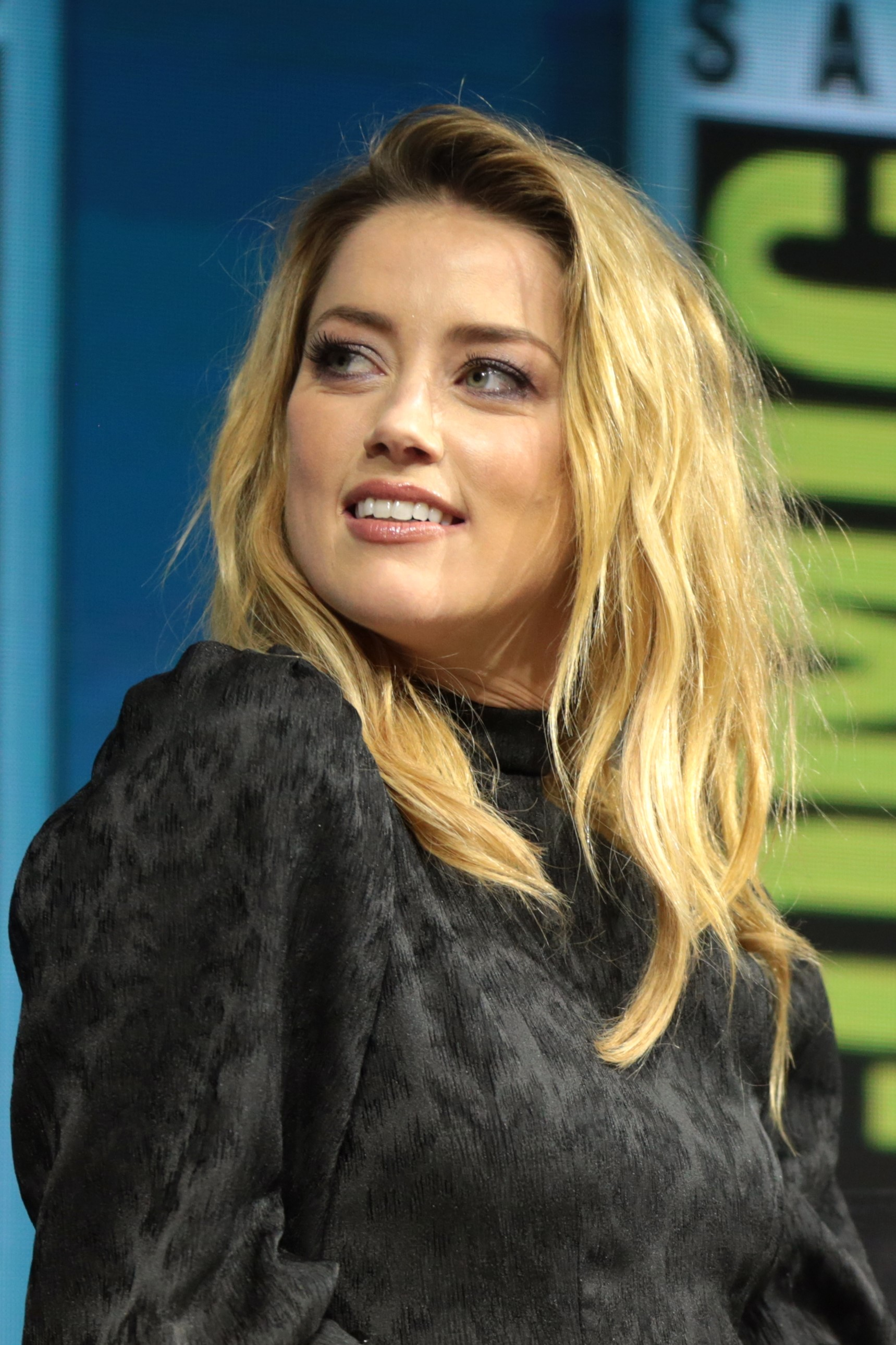
Amber Heard
(* 1986)

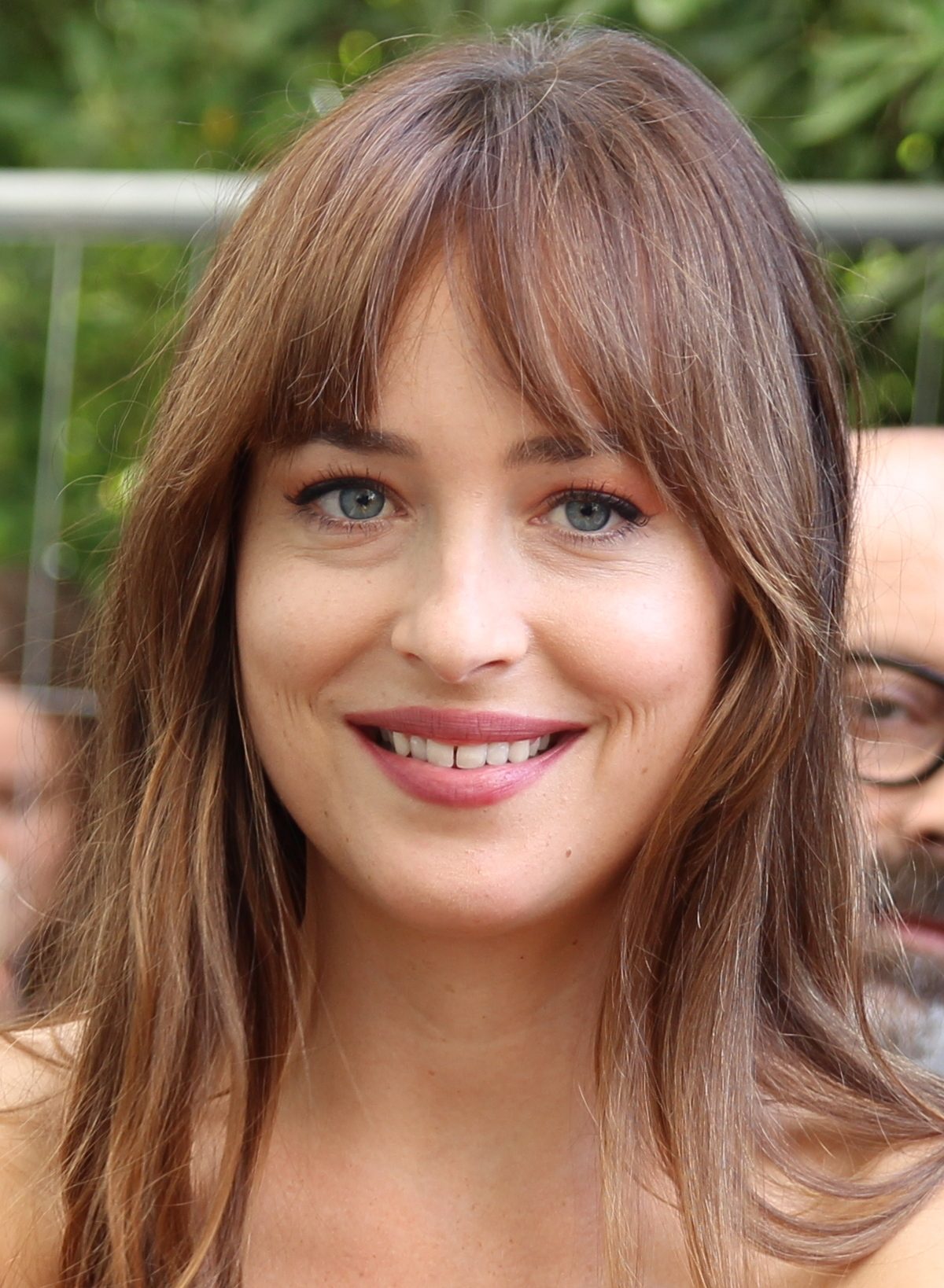
Dakota Johnson
(* 1989)

- Ben Lamm (* 1981), Serienunternehmer
- Christina Murphy (* 1981), Schauspielerin
- Gabriel Luna (* 1982), Schauspieler
- Justin Mentell (1982–2010), Schauspieler
- Bobby Boswell (* 1983), Fußballspieler
- Bubbles (* 1983), Schimpanse[13]
- Marshall Allman (* 1984), Schauspieler
- Bradley Buckman (* 1984), Basketballspieler
- Amber Coffman (* 1984), Sängerin
- Sarah Hagan (* 1984), Schauspielerin
- Chris Houston (* 1984), Footballspieler
- James Kirkland (* 1984), Boxer
- Chante Black (* 1985), Basketballspielerin[14]
- Ciara (* 1985), R&B-Sängerin
- Zack Wright (* 1985), Basketballspieler
- Amber Heard (* 1986), Schauspielerin
- Sindee Jennings (* 1986), Pornodarstellerin
- Jillion Potter (* 1986), Rugbyspielerin
- Kleio Valentien (* 1986), Pornodarstellerin
- Jackie Acevedo (* 1987), mexikanisch-US-amerikanische Fußballspielerin
- Curtis Jerrells (* 1987), Basketballspieler
- Austin Amelio (* 1988), Schauspieler
- Kaley Fountain (* 1988), Fußballspielerin
- Chantal Jones (* 1988), Model
- Kacey Jordan (* 1988), Pornodarstellerin
- Glen Powell (* 1988), Schauspieler, Autor und Produzent
- Ellen Wroe (* 1988), Schauspielerin
- Nick Foles (* 1989), American-Football-Spieler
- Dakota Johnson (* 1989), Schauspielerin und Model
- Lizzie Velásquez (* 1989), Motivationsrednerin, Aktivistin, Autorin und Youtuberin
- Sam Selman (* 1990), Baseballspieler[15]

### 1991–2000
- Casey Abrams (* 1991), Sänger
- Wallis Currie-Wood (* 1991), Schauspielerin

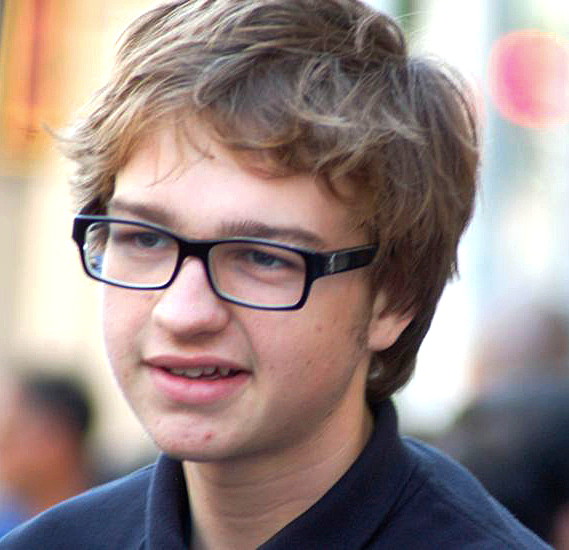
Angus T. Jones
(* 1993)

- Sarah Jarosz (* 1991), Singer-Songwriterin traditioneller US-amerikanischer Musik
- Mitch Morse (* 1992), American-Football-Spieler[16]
- Grace Phipps (* 1992), Schauspielerin
- Angus T. Jones (* 1993), Schauspieler
- Ellar Coltrane (* 1994), Schauspieler
- Zoe Graham (* 1994), Schauspielerin
- Baker Mayfield (* 1995), American-Football-Spieler
- Kelsie Payne (* 1995), Volleyballspielerin
- Ryan Lee (* 1996), Schauspieler
- Carina Baltrip-Reyes (* 1998), panamaische Fußballspielerin
- McKinze Gaines (* 1998), Fußballspieler
- Liana Ramirez (* 1998), Schauspielerin
- Rebel Rodriguez (* 1999), Schauspieler
- Gabbie Carter (* 2000), Pornodarstellerin[17]
- Garrett Wilson (* 2000), American-Football-Spieler

### Geburtsjahr unbekannt
- Cathleen Sutherland (* im 20. Jahrhundert), Filmproduzentin
- Mike Johnson (* im 20. Jahrhundert), Regisseur, Produzent und Animator

## 21. Jahrhundert
- Max Pelayo (* 2002), Film- und Fernsehschauspieler
- Nicolas Cantu (* 2003), Synchronsprecher, Filmschauspieler und YouTuber